# Atelopus sanjosei
Espèce
Statut de conservation UICN

 CR  : 
En danger critique
Atelopus sanjosei est une espèce d'amphibiens de la famille des Bufonidae.

## Répartition
Cette espèce est endémique du département d'Antioquia en Colombie. Elle se rencontre à Anorí vers 450 m d'altitude sur le versant Est de la cordillère Occidentale.

## Publication originale
- Rivero & Serna, 1989 : Una nueva especie de Atelopus (Amphibia; Bufonidae) de Colombia. Caribbean Journal of Science, vol. 25, no 1/2, p. 36-40 (texte intégral).